# Jovens Otomanos

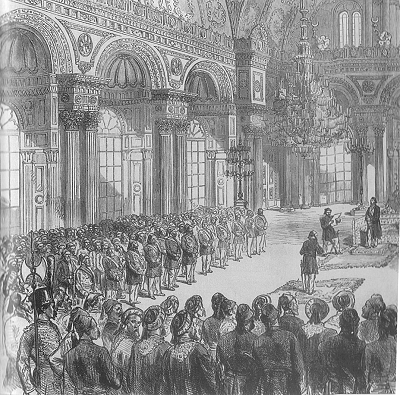
Proclamação da constituição otomana de 1876

Os Jovens Otomanos (em turco: Yeni Osmanlılar) foram uma organização de jovens intelectuais liberais de classe média que se desenvolveu no interior do Império Otomano em meados do século XIX e que se opôs ao sultanato e à sua forma de governo.
O movimento inspirava-se nas ideias de Namık Kemal, um escritor, poeta e alto funcionário da Sublime Porta, e do príncipe exilado Mustafa Fazıl Paxá, que os incentivou a organizarem-se e os financiou. Alguns setores aristocráticos e militares próximos do sultanato também apoiaram o movimento. Namık Kemal é apontado como o principal responsável pela introdução dos conceitos de vatan (pátria) e hürriyet (liberdade) na língua turca.
A fundação oficial do movimento dá-se em 1871, sob a liderança de Mithat Paxá, embora já em 1867 alguns dos seus membros tivessem sido forçados a exilar-se. Defendiam ideias políticas ocidentais inspiradas na Revolução Francesa e em pensadores como Montesquieu, Rousseau, que advogavam direitos e liberdades públicas, divisão de poderes e uma constituição moderna e parlamentarista, uma ideologia que ficou conhecida como "otomanismo". Opunham-se decididamente ao sultão Abdulazize. Em 1876 tinham-se fortalecido no interior do império e tinham grande influência em alguns setores do exército, a ponto de forçarem Abdulamide II a aceitar um novo texto constitucional de cariz liberal. Não obstante, os Jovens Otomanos não pretendiam diminuir a força do império nem o papel que este exercia nas suas zonas de influência, bem como sobre os povos que lhe estavam submissos, nomeadamente os eslavos.
Tendo conseguido parcialmente os seus objetivos, o movimento cairia em desgraça, como o próprio Mithat Paxá, depois da derrota otomana na Guerra russo-turca de 1877-1878 e do duro Tratado de Santo Estêvão, onde se reconhecia a independência de uma boa parte dos países eslavos, e do ainda mais desfavorável Congresso de Berlim, que modificou as condições do tratado anterior em prejuízo dos otomanos.
O falhanço das políticas dos Jovens Otomanos na reversão do declínio do Império Otomano levou outros grupos de intelectuais a procurar outros meios. Um desses grupos foi o dos "Jovens Turcos", que conduziram o império para a Segunda era constitucional e posteriormente para a Primeira Guerra Mundial ao lado da Alemanha e dos Impérios Centrais, naquilo que ficou conhecido como o período dos Três Paxás. Os Jovens Turcos começaram como o Comitê para a União e o Progresso (Yttihat ve Terakki Cemiyeti) e em grande medida estão na origem da formação da Turquia moderna.